# جشنواره فیلم کن ۱۹۶۹
بیست دومین دوره جشنواره فیلم کن بعد از وقفه ای یک ساله که به خاطر حوادث جنبش دانشجویی فرانسه دوره قبل برگزار نشد در این دوره ۲۶ فیلم برای نخل طلا رقابت کردند که فیلم بریتانیایی اگر... برنده نخل طلا شد . 

## هیئت داوران

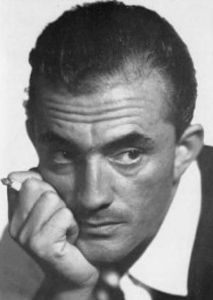
لوکینو ویسکونتی, رئیس هیئت داوران

- لوکینو ویسکونتی
- چنگیز آیتماتوف
- ماری بل
- استنلی دانن
- سم اسپیگل

## کاندیدای نخل طلا
- اودالن ۳۱ - بو ویدربرگ
- قرار ملاقات - سیدنی لومت
- Biće skoro propast sveta - آلکساندر پتروویچ
- Calcutta - لویی مال
- دیلینجر مرده است - مارکو فرری
- O Dragão da Maldade Contra o Santo Guerreiro (Antonio-das-mortes) - گلابر روچا
- ایزی رایدر - دنیس هاپر
- اگر... - لیندسی اندرسن
- Gli intoccabili - جولیانو مونتالدو
- ایزادورا - کارل رایز
- شب من نزد مود - اریک رومر
- Metti una sera a cena - جوزپه پاترونی گریفی
- Michael Kohlhaas - Der Rebell - فولکر اشلوندورف
- Nihon no seishun - ماساکی کوبایاشی
- Polowanie na muchy - آندری وایدا
- بهار زندگی دوشیزه جین برودی - رونالد نیم
- برده‌داری (فیلم) - هربرت بیبرمن
- Všichni dobří rodáci - وویکش یاسنی
- زد (فیلم) - کوستا گاوراس

## برندگان
- نخل طلا: اگر... - لیندسی اندرسن
- جایزه بزرگ (جشنواره فیلم کن): اودالن ۳۱ - بو ویدربرگ
- جایزه هیئت داوران جشنواره فیلم کن: زد (فیلم) - کوستا گاوراس
- جایزه بهترین بازیگر مرد جشنواره فیلم کن: ژان لویی ترنتینیان برای زد (فیلم)
- جایزه بهترین بازیگر زن جشنواره فیلم کن: ونسا ردگریو برای ایزادورا
- جایزه بهترین کارگردان جشنواره فیلم کن:
  - گلابر روچا برای O Dragão da Maldade Contra o Santo Guerreiro
  - وویکش یاسنی برای Všichni dobří rodáci